# Mandat (prawo)
Mandat – umowa, na mocy której jedna osoba (mandant) powierza drugiej spełnienie pewnej czynności, a druga (mandatariusz) zobowiązuje się do spełnienia tej czynności w imieniu i na rachunek mandanta. Mandat może być specjalny, jeśli stosuje się do pewnej oznaczonej czynności, lub ogólny, czyli generalny, jeśli zleca cały szereg spraw, oraz daje mandatariuszowi ogólne zastępstwo mandanta (plenipotencja).
W prawie rzymskim istotnym znamieniem mandatu było pełnienie przez mandatariusza poleconych mu czynności bez wynagrodzenia.
Mandat różni się od umowy o najmie usług i kontraktu służbowego głównie przez to, że mandant ma prawo w każdej chwili i jednostronnie cofnąć udzielone mandatariuszowi upoważnienie do zastępstwa.